# Anas flavirostris

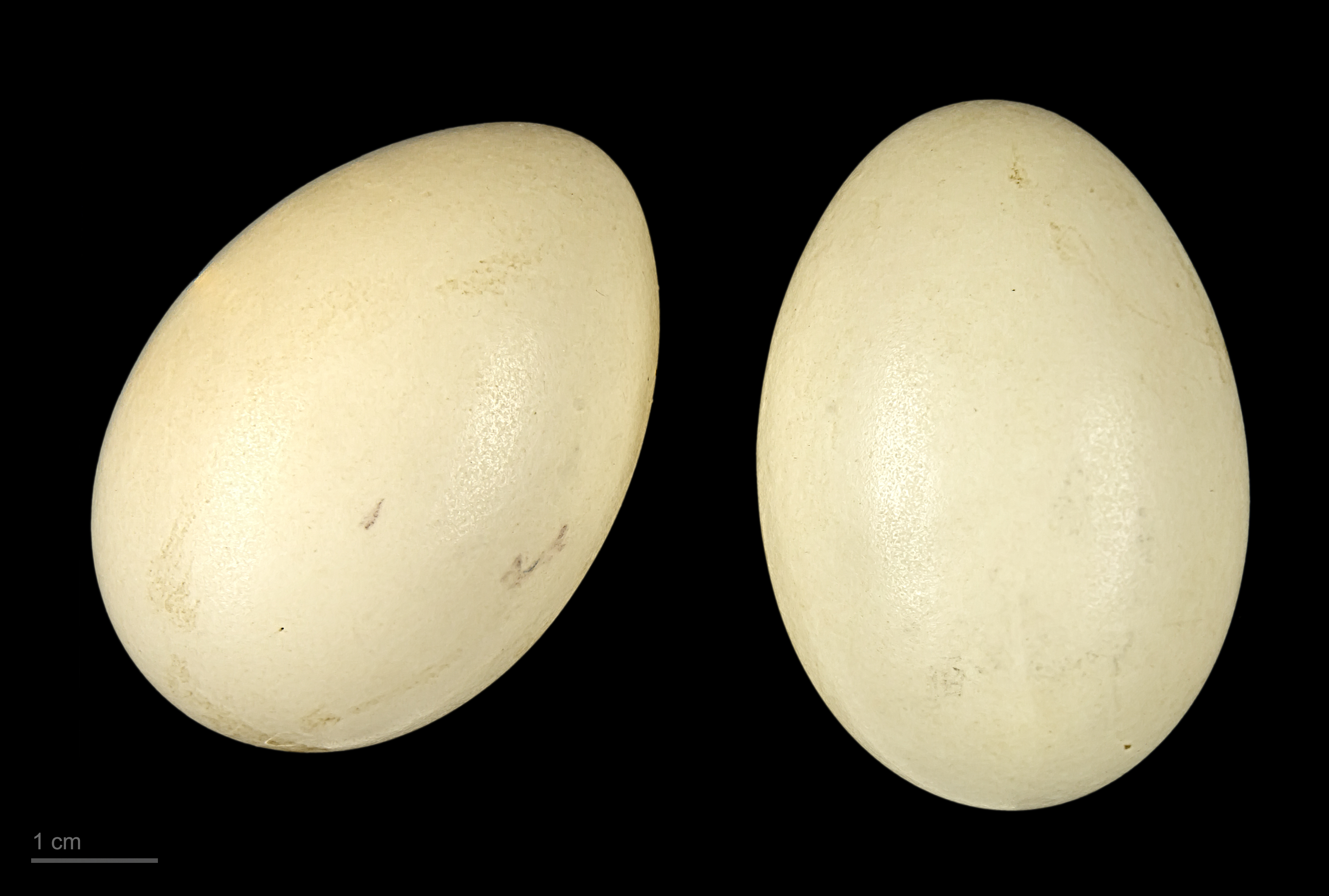
Anas flavirostris oxyptera - MHNT

El pato barcino, pato paramuno, pato jergón chico o cerceta barcina (Anas flavirostris) es un ave endémica de Sudamérica. Parte de su distribución comprende toda la Argentina y el centro y sur de Chile, así como las islas Malvinas. Durante el invierno esta población migra hacia el norte, llegando hasta Uruguay y el sur de Brasil. Otras poblaciones viven en las regiones andinas, desde Venezuela hasta Perú, Bolivia y el norte de Chile.
Habita en ambientes acuáticos en general, lagos y lagunas de agua dulce, salobre y salada. Ocupa hábitats desde el nivel del mar hasta los 4400 m s. n. m.
Es muy parecido al pato maicero (Anas georgica), pero tiene el cuello y la cola más cortos que este. No hay dimorfismo sexual en el plumaje: machos y hembras son similares.
El largo total es de 38 a 43 cm, y el peso promedio, de 400 g.
Pone de cinco a ocho huevos, y nidifica en árboles; la incubación tarda veinticuatro días. Se alimenta de vegetales y pequeños invertebrados.

## Subespecies
- Anas flavirostris flavirostris
- Anas flavirostris oxyptera